# Kucie półswobodne
Kucie półswobodne  - polega na częściowym ograniczaniu swobodnego płynięcia metalu podczas wywierania nacisku narzędziem na część powierzchni przedkuwki.
Zalety kucia półswobodnego:
- można wykonywać złożone odkuwki na uniwersalnych urządzeniach, w których głównemu zużyciu podlegają części robocze
- można wykonywać duże odkuwki
- naddatki na obróbkę ubytkową mogą być dużo mniejsze niż przypadku kucia swobodnego.

Kucie półswobodne wykorzystuje się przy produkcji jednostkowej oraz małoseryjnej. 